# Bodorová
Bodorová je obec na Slovensku v okrese Turčianské Teplice.

## Historie
První písemná zmínka o obci pochází z roku 1265.

## Geografie
Obec se nachází v nadmořské výšce 464 metrů a spravuje území o velikost 5,115 km2. K 31. prosinci roku 2017 měla obec 232 obyvatel.